# Rosalía Mera
Rosalía Mera Goyenechea (La Coruña, 28 de enero de 1944 - ib., 15 de agosto de 2013) fue una empresaria española. Era considerada por la revista Forbes la mujer más rica de España y la tercera mayor fortuna del país, valorada en más de 4700 millones de euros. Además, ocupó el puesto 66 entre las mujeres más poderosas del mundo, según la misma publicación.

## Biografía
Hija de una familia muy humilde del barrio coruñés de Monte Alto, a los 11 años dejó los estudios para hacerse costurera. Comenzó diseñando ropa de trabajo en casa junto a su entonces marido, Amancio Ortega Gaona. Junto con su pareja convirtió su pequeño negocio en la multinacional Inditex (propietaria de varias marcas como Zara, Zara Home, Stradivarius, Massimo Dutti, entre otras), la corporación más importante de España (posición alcanzada por primera vez en 2017, teniendo como referencia la capitalización bursátil) con una cifra de negocios multimillonaria. Era una de las mayores accionistas de Zeltia.
Fue también presidenta de la Fundación Paideia Galiza, una organización sin ánimo de lucro ubicada en La Coruña, dedicada a favorecer la integración social de las personas con discapacidad, promover oportunidades de empleo para jóvenes y potenciar el emprendimiento empresarial y cultural.
Utilizó su patrimonio personal para financiar la investigación de las llamadas Enfermedades Raras invirtiendo en investigación de biomedicina molecular en Noscira, una filial de Zeltia de la que manejaba el 5%. Gracias a este tipo de "mecenazgo" han salido a la luz investigaciones sobre la enfermedad del Alzheimer entre otras y medicamentos novedosos en torno a este tipo de enfermedades.
Según la lista de la revista Forbes de 2013, poseía la 195ª mayor fortuna del mundo.

## Vida personal
Estuvo casada con Amancio Ortega entre 1966 y 1986, con el que tuvo dos hijos, Sandra Ortega Mera (1968) y Marcos Ortega Mera (1971), afectado por una parálisis cerebral.
En mayo de 2013 se manifestó en contra de la reforma de la Ley del Aborto en España promovida por el ministro Alberto Ruiz-Gallardón -miembro del gobierno del Partido Popular presidido por Mariano Rajoy Brey- que pretendería cambiar la ley de plazos aprobada por el gobierno de José Luis Rodríguez Zapatero en 2010 por una nueva ley de supuestos, a priori más restrictiva que la antigua regulación de 1985, aprobada siendo presidente del gobierno Felipe González. Rosalía Mera manifestó su confianza en que la nueva propuesta de ley «no salga adelante» y confiaba en que «se deje como está» la Ley en vigor porque en su opinión «está muy bien». También se manifestó en contra de las reformas económicas aplicadas como consecuencia de la Gran recesión y la Crisis española de 2008-2013 crisis económica considerando que si regateamos en el tema de la salud, de la infancia, de la educación, nos estamos haciendo un flaquísimo favor.
Falleció el 15 de agosto de 2013, en La Coruña, a los 69 años a causa de un derrame cerebral.
 Su funeral tuvo lugar en Oleiros (provincia de La Coruña) y fue enterrada en el cementerio de la iglesia de Santa Eulalia de Liáns.

## Patrimonio
Su principal activo era la participación del 6,99% en Inditex, valorado en 2400 millones de euros.
| Sociedad | Participación | Sociedad propietaria                             |
| -------- | ------------- | ------------------------------------------------ |
| Inditex  | 6,99%         | Rosp Corunna Participaciones Empresariales, S.L. |
| Zeltia   | 5%            | Rosp Corunna Participaciones Empresariales, S.L. |

Controlaba las sociedades Rosp Corunna, Breixo Inversiones, Soandres de Activos y Ferrado Inmuebles.